# Mercedes-Benz Lastbilar

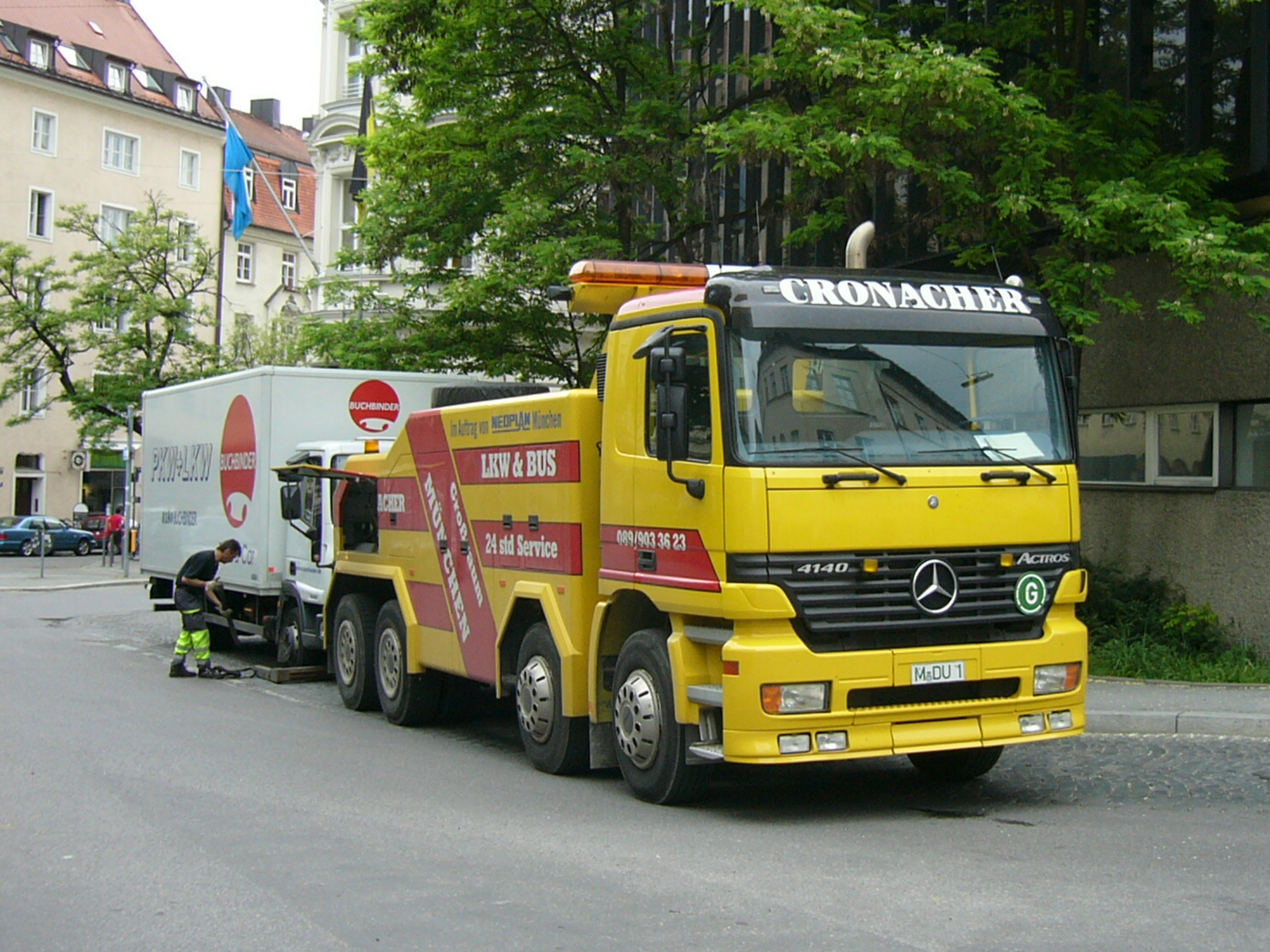
Mercedes-Benz Actros

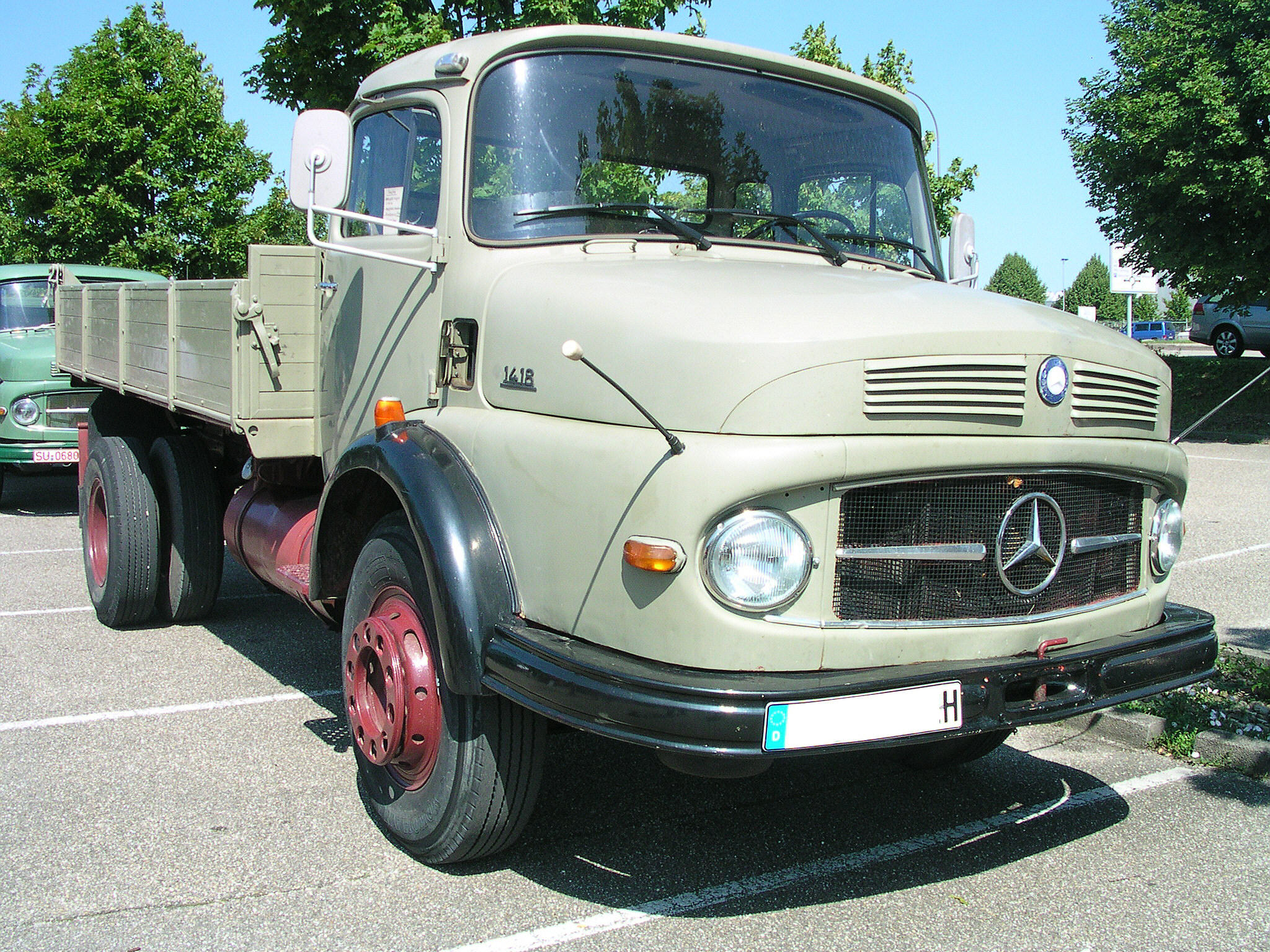
Mercedes 1418

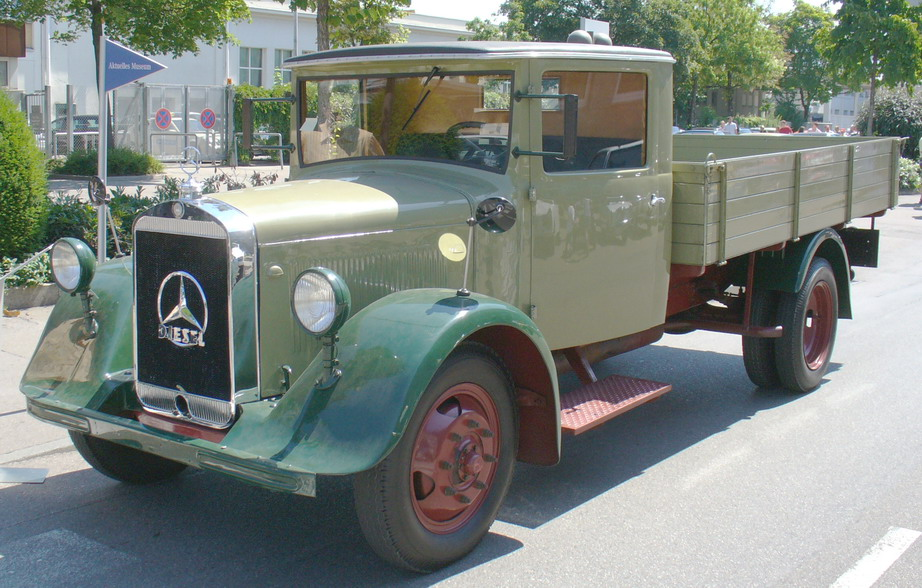
Mercedes-Benz Lo 2000

Mercedes-Benz-lastbilar, tyska Mercedes-Benz-LKW är en del av Daimler AG:s nyttofordonsdivision. Företaget har sitt ursprung i Daimler-Motoren-Gesellschaft (DMG), en av världens äldsta lastbillstillverkare och Benz & Cie. Det är världens största lastbilstillverkare. På den viktiga USA-marknaden har man genom Freightliner grundlagt sin position som världsetta. Man har lastbilar i alla storleksklasser.  

## Modeller

### Aktuella modeller
- Actros MP4
- Atego
- Axor
- Econic II
- Unimog